# Karaloboszi
Karaloboszi (macedónul: Каралобоси) település Észak-Macedóniában, a Délkeleti körzetben, a Radovisi járásban.

## Népesség
| Lakosok száma | 136  | 146  |      |
|               | 1948 | 1953 | 1961 |

- 2002-ben lakatlan település, korábban törökök lakták.